# Stahování hudby

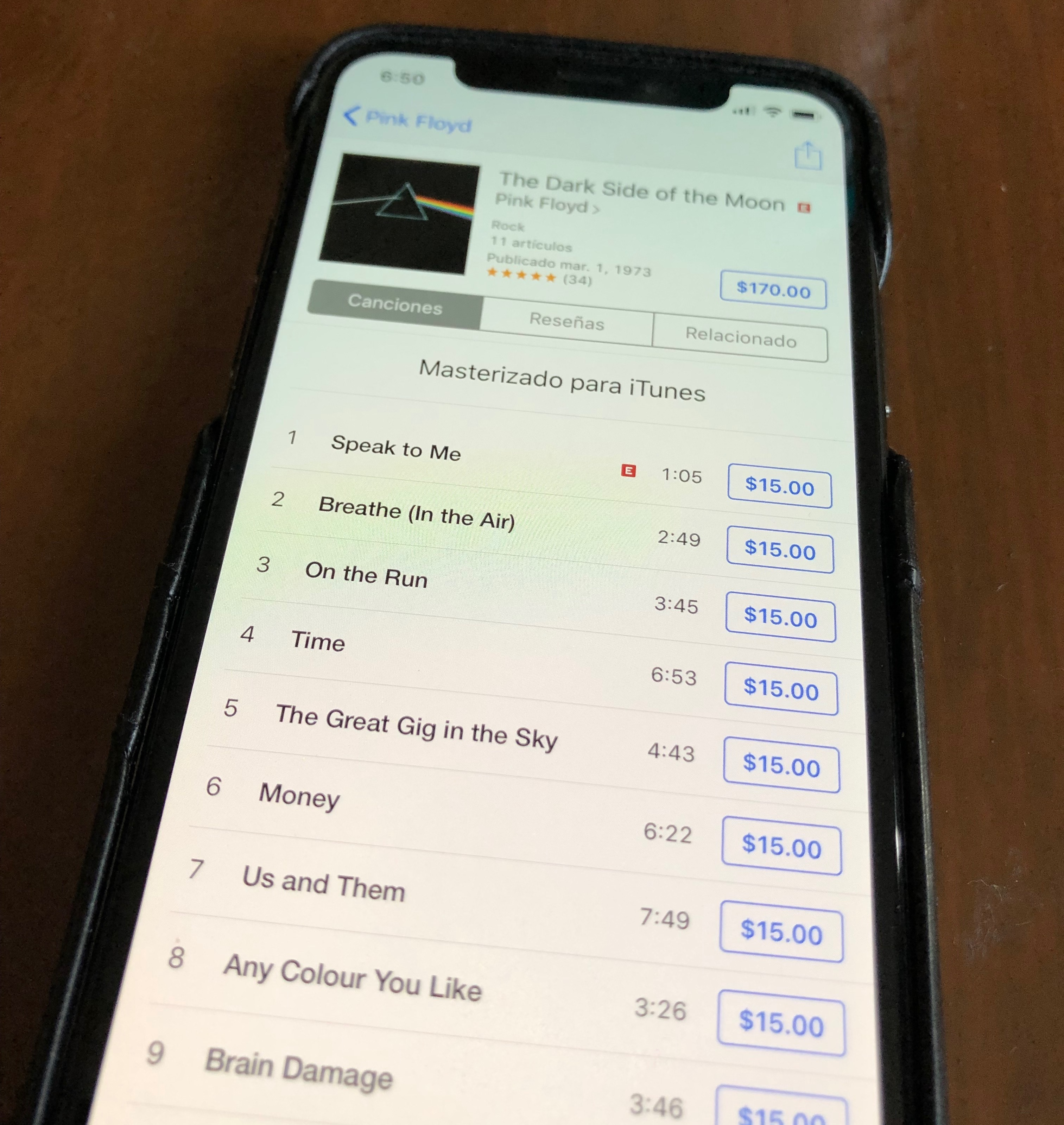
Hudební obchod iTunes na mobilním telefonu

Stahování hudby (anglicky music download) (legálním i nelegálním) je proces, při kterém dochází k digitálnímu přenosu hudby prostřednictvím internetu. Nakládání s audiálními díly v ČR upravuje tzv. autorský zákon.
K populárním hudebním obchodům, které nabízejí stahování nebo prodej digitálních singlů a alb, patří iTunes store, AmazonMP3, fairsharemusic, eMusic, Google Play, CD Universe, Kazaa, Nokia Music Store (zrušený v roce 2016), Tune App, TuneTribe a Groove Music (dříve Xbox Music). V Česku poskytuje prodej digitální hudby např. Supraphon. Práva ke stažení jsou však někdy kódována prostřednictvím práv na stahování digital rights management, které omezují kopírování hudby nebo přehrávání zakoupených skladeb na některých audio přehrávačích. Většinou bývají komprimované pomocí ztrátových kodeků (obvykle MPEG-1 Layer 3, Windows Media Audio nebo AAC), které snižují velikost souboru a požadavky na šířku pásma. Pro uživatele, kteří požadují vysokou kvalitu hudby, nabízejí některé obchody bezztrátovou kompresi zvuku (např. HDtracks, Supraphone, BANDCAMP ad.), nebo jsou specializované obchody zaměřené na vysoce kvalitní audio nahrávky (s vyšší frekvencí a bitovou hloubkou než u CD, tzv. high-resolution nebo high-definition/HD audio). Tyto hudební prostředky byly vytvořeny jako odpověď na vývoj technologií a potřeby zákazníků, kteří chtěli snadný a rychlý přístup k hudbě.
Existuje také mnoho hudebních knihoven, které nabízejí hudbu a doprovodné zvuky buď za zakoupení licence, nebo zcela zdarma (např. Audio Library na portálu YouTube).
Od roku 2013 stoupá zájem o streamování hudby. Na trhu působí několik streamovacích služeb (Spotify, Deezer, Tidal, Apple Music ad.), které nabízejí hudbu k přehrání buď v nižší kvalitě zdarma nebo za předplatné.